# Rapovce
Rapovce és un poble i municipi d'Eslovàquia. Es troba a la regió de Banská Bystrica, prop de la frontera amb Hongria. La primera menció escrita de la vila es remunta al 1312.

## Demografia
| Godina             | 1994 | 2004    | 2014   | 2024   |
| ------------------ | ---- | ------- | ------ | ------ |
| Nombre de persones | 858  | 950     | 951    | 921    |
| Diferència         |      | +10,72% | +0,10% | −3,15% |

| Godina             | 2023 | 2024   |
| ------------------ | ---- | ------ |
| Nombre de persones | 921  | 921    |
| Diferència         |      | −1,42% |